# Tampotisk
Tampotisk je tehnika tiska, pri kateri barvo na izdelek nanašamo z mehko blazinico – »tamponom«. Tampotisk uporabljamo predvsem za neravne površine, kot so svinčniki, vžigalniki, namizne ure, USB-ključki, ... Namenjen je predvsem tisku na manjše površine, kjer s tankim nanosom barv omogoča tisk drobnih motivov v izredno visoki ločljivosti. Tampotisk omogoča tisk zelo finih detajlov, tudi manjših kot 1 mm, slabše pa se obnese pri tisku velikih površin (recimo kvadrat 4×4 cm), saj lahko zaradi tankega nanosa in pritiska tampona nastanejo svetlejše in temnejše lise.